# Bambusa Kvindeligaen 2020-21
Bambusa Kvindeligaen var den 85. sæson af Damehåndboldligaen. Team Esbjerg var forsvarende mestrer. Vendsyssel Håndbold var oprykkerne fra 1. division.
Odense Håndbold vandt mesterskabet, og Vendsyssel Håndbold rykkede ned, da sluttede sidst i grundspillet.

## Slutspil
Efter 22 kampe i grundspillet kvalificerede de otte øverste hold sig til slutspillet hvor de blev opdelt i to puljer. Pulje 1 bestående af nummer 1, 4, 5, 8 fra grundspillet og pulje 2 bestående af nummer 2, 3, 6, 7 fra grundspillet. Her spillede de en kamp ude og hjemme. I tilfælde af pointlighed var det placeringen i grundspillet der afgør holdenes placering i puljespillet. De 2 øverste hold kvalificerede sig til semifinalen, der blev afviklet over 3 kampe. Her havde højest placeret hold hjemmebane i kamp 1 og 3. Vinderne af de 2 semifinaler mødtes i finalen og de 2 tabere mødtes i bronzekampen. Både finalen og bronzekampen blev igen afviklet over 3 kampe hvor det højest placerede hold havde hjemmebane i kamp 1 og 3.

## Klubber
| Hold                          | Sted             | Hal                    | Kapacitet |
| ----------------------------- | ---------------- | ---------------------- | --------- |
| Aarhus United                 | Aarhus           | Ceres Stadionhal       | 1.200     |
| Ajax København                | København        | Bavnehøj-Hallen        | 1.000     |
| Herning-Ikast Håndbold        | Ikast            | IBF Arena              | 2.850     |
| HH Elite                      | Horsens          | Forum Horsens          | 4.000     |
| København Håndbold            | København        | Frederiksberg-Hallerne | 1.468     |
| Nykøbing Falster Håndboldklub | Nykøbing Falster | Lånlet Arena           | 1.300     |
| Odense Håndbold               | Odense           | Sydbank Arena Odense   | 2.256     |
| Randers HK                    | Randers          | Arena Randers          | 3.000     |
| Silkeborg-Voel KFUM           | Silkeborg        | Jysk Arena             | 3.000     |
| Skanderborg Håndbold          | Skanderborg      | Fælledhallen           | 1.700     |
| Team Esbjerg                  | Esbjerg          | Blue Water Dokken      | 2.549     |
| Holstebro Håndbold            | Holstebro        | Gråkjær Arena          | 3.000     |
| Vendsyssel Håndbold           | Syvsten          | Drinx Arena            | 600       |
| Viborg HK                     | Viborg           | Vibocold Arena Viborg  | 3.000     |

### Personale og trøjer
| Hold                          | Direktør                   | Cheftræner         | Spilledragt producent | Hovedsponsor                                                                            |
| ----------------------------- | -------------------------- | ------------------ | --------------------- | --------------------------------------------------------------------------------------- |
| Aarhus United                 | Mads Hyllested Winther     | Heine Eriksen      | H2O Sportswear        | Vestjysk Bank, Koncenton A/S                                                            |
| Ajax København                | Mathias Berg               | Dennis Bo Jensen   | adidas                | Det Faglige Hus                                                                         |
| Herning-Ikast Håndbold        | Jakob Mølgaard Christensen | Kasper Christensen | Mizuno                | Sport 24, Danspin A/S, IBF A/S, Klimahuse A/S                                           |
| HH Elite                      | Jørgen Møller              | Lars Frederiksen   | hummel                | Badelement                                                                              |
| København Håndbold            | Per Bjørnsholm             | Claus Mogensen     | Kelme                 | ProfaGroup, Strategic Investments, GF Forsikring                                        |
| Nykøbing Falster Håndboldklub | Henrik Hansen              | Jakob Larsen       | Puma                  | Basisbank, Scandlines                                                                   |
| Odense Håndbold               | Lars-Peter Hermansen       | Ulrik Kirkely      | Craft Sportswear      | Sydbank                                                                                 |
| Randers HK                    | Per Rasmussen              | Niels Agesen       | Craft Sportswear      | Sparekassen Kronjylland                                                                 |
| Silkeborg-Voel KFUM           | Mikael Bak                 | Jakob Andreasen    | adidas                | Wila A/S, JYSK                                                                          |
| Skanderborg Håndbold          | Jens Christensen           | Jeppe Vestergaard  | Puma                  | AVK Danmark, Skanderborg Kommune                                                        |
| Team Esbjerg                  | Hans Christian Warrer      | Jesper Jensen      | hummel                | Blue Water Shipping, Pedersen Gruppen, Skechers,                                        |
| Holstebro Håndbold            | Bjarne Jakobsen            | Pether Krautmeyer  | hummel                | HH90 Håndbold, Vestjysk Bank                                                            |
| Vendsyssel Håndbold           | Christian Carlsen          | Thomas Kjær        | Craft Sportswear      | Sparekassen Vendsyssel, Port of Frederikshavn, DRINX, Craft Sportswear, Nordic Cleaning |
| Viborg HK                     | Jørgen Hansen              | Jakob Vestergaard  | Puma SE               | Spar Nord, Peter Larsen Kaffe, Sport 24, Tefcold A/S, Back Gruppen A/S                  |

## Grundspil

### Stilling
| Pos | Hold                      | K  | V  | U | T  | M+  | M-  | MF  | P  | Kvalifikation eller nedrykning  |
| --- | ------------------------- | -- | -- | - | -- | --- | --- | --- | -- | ------------------------------- |
| 1   | Team Esbjerg              | 13 | 11 | 1 | 1  | 404 | 313 | +91 | 23 | Avancement til Champions League |
| 2   | Odense Håndbold           | 12 | 11 | 0 | 1  | 319 | 277 | +42 | 22 | Avancement til slutspillet      |
| 3   | Viborg HK                 | 13 | 11 | 0 | 2  | 410 | 333 | +77 | 22 | Avancement til slutspillet      |
| 4   | København Håndbold        | 13 | 9  | 0 | 4  | 369 | 334 | +35 | 18 | Avancement til slutspillet      |
| 5   | Nykøbing Falster Håndbold | 13 | 7  | 1 | 5  | 384 | 363 | +21 | 15 | Avancement til slutspillet      |
| 6   | Herning-Ikast Håndbold    | 13 | 7  | 1 | 5  | 355 | 297 | +58 | 15 | Avancement til slutspillet      |
| 7   | Aarhus United             | 13 | 6  | 1 | 6  | 316 | 315 | +1  | 13 | Avancement til slutspillet      |
| 8   | Silkeborg-Voel KFUM       | 13 | 5  | 2 | 6  | 323 | 337 | −14 | 12 | Avancement til slutspillet      |
| 9   | Ajax København            | 13 | 4  | 1 | 8  | 290 | 324 | −34 | 9  |                                 |
| 10  | Randers HK                | 13 | 4  | 0 | 9  | 297 | 352 | −55 | 8  |                                 |
| 11  | Holstebro Håndbold        | 12 | 3  | 2 | 7  | 272 | 303 | −31 | 8  |                                 |
| 12  | Skanderborg Håndbold      | 13 | 3  | 0 | 10 | 305 | 366 | −61 | 6  |                                 |
| 13  | HH Elite                  | 13 | 3  | 0 | 10 | 291 | 337 | −46 | 6  |                                 |
| 14  | Vendsyssel Håndbold       | 11 | 0  | 1 | 10 | 234 | 318 | −84 | 1  | Nedrykning til 1. division      |

### Resultater
Hjemmebane hold er til venstre. Udebanehold er i toppen.
| Hjemme \ Ude              | AAR   | AJA   | HIH   | HHE   | KBH   | NFH   | OHC   | RHK   | SIL   | SKA   | ESB   | TTH   | VEN   | VHK   |
| ------------------------- | ----- | ----- | ----- | ----- | ----- | ----- | ----- | ----- | ----- | ----- | ----- | ----- | ----- | ----- |
| Aarhus United             |       | 21–20 | 22–30 | 29–18 | 18–21 | 23–20 | 18–22 | 22–17 | 20–20 | 31–18 | 20–25 | 18–26 | 28–22 | 19–23 |
| Ajax København            | 21–29 |       | 26–23 | 28–17 | 20–22 | 25–25 | 28–30 | 32–24 | 31–20 | 34–23 | 23–27 | 22–24 | 21–21 | 24–28 |
| Herning-Ikast Håndbold    | 30–18 | 27–23 |       | 34–23 | 24–19 | 27–30 | 23–30 | 33–21 | 29–28 | 34–18 | 33–36 | 23–23 | 20–18 | 28–21 |
| HH Elite                  | 21–29 | 22–22 | 24–26 |       | 23–22 | 20–22 | 24–27 | 24–29 | 35–26 | 25–20 | 25–34 | 26–18 | 24–19 | 24–33 |
| København Håndbold        | 32–24 | 25–18 | 15–26 | 29–26 |       | 33–31 | 24–29 | 26–29 | 22–27 | 31–18 | 27–29 | 31–27 | 37–26 | 31–26 |
| Nykøbing Falster Håndbold | 34–26 | 30–27 | 30–25 | 30–23 | 32–36 |       | 26–28 | 27–19 | 28–27 | 38–24 | 32–28 | 27–29 | 32–24 | 33–36 |
| Odense Håndbold           | 33–27 | 26–19 | 19–18 | 27–22 | 32–27 | 33–30 |       | 33–23 | 32–23 | 28–21 | 22–32 | 23–19 | 29–19 | 21–33 |
| Randers HK                | 18–18 | 25–26 | 24–25 | 24–22 | 27–30 | 26–34 | 21–26 |       | 26–23 | 29–25 | 25–33 | 21–19 | 22–20 | 26–29 |
| Silkeborg-Voel            | 27–21 | 29–19 | 20–36 | 23–24 | 26–28 | 26–30 | 18–28 | 26–21 |       | 30–24 | 28–36 | 27–25 | 27–24 | 22–32 |
| Skanderborg Håndbold      | 22–27 | 19–21 | 26–31 | 28–21 | 23–38 | 27–35 | 25–26 | 22–21 | 25–27 |       | 12–35 | 26–28 | 24–28 | 27–36 |
| Team Esbjerg              | 35–25 | 31–21 | 34–28 | 31–20 | 29–20 | 38–26 | 29–28 | 34–16 | 29–29 | 27–24 |       | 32–21 | 39–22 | 28–30 |
| Holstebro Håndbold        | 24–29 | 32–25 | 25–28 | 23–22 | 18–28 | 26–26 | 22–23 | 24–25 | 21–27 | 27–26 | 22–22 |       | 29–28 | 27–31 |
| Vendsyssel Håndbold       | 24–25 | 24–30 | 22–27 | 19–27 | 28–37 | 25–39 | 25–33 | 22–23 | 26–29 | 19–26 | 15–34 | 23–29 |       | 24–30 |
| Viborg HK                 | 30–27 | 29–19 | 29–26 | 30–19 | 36–21 | 31–29 | 23–32 | 41–23 | 32–29 | 41–19 | 33–34 | 33–21 | 37–19 |       |

## Slutspil

### Gruppe 1
| Pos | Hold                   | K | V | U | T | M+  | M-  | MF  | P  | Kvalifikation |       | HIH   | ESB   | KBH   | SIL   |
| --- | ---------------------- | - | - | - | - | --- | --- | --- | -- | ------------- | ----- | ----- | ----- | ----- | ----- |
| 1   | Herning-Ikast Håndbold | 6 | 5 | 0 | 1 | 183 | 151 | +32 | 11 | Semifinaler   |       | —     | 30–27 | 26–29 | 29–22 |
| 2   | Team Esbjerg           | 6 | 4 | 0 | 2 | 186 | 158 | +28 | 10 | Semifinaler   |       | 21–31 | —     | 33–23 | 35–27 |
| 3   | København Håndbold     | 6 | 2 | 0 | 4 | 157 | 177 | −20 | 4  |               |       | 25–30 | 25–33 | —     | 26–29 |
| 4   | Silkeborg-Voel         | 6 | 1 | 0 | 5 | 153 | 193 | −40 | 2  |               | 27–37 | 22–37 | 26–29 | —     |       |

### Gruppe 2
| Pos | Hold                          | K | V | U | T | M+  | M-  | MF  | P | Kvalifikation |       | OHC   | VHK   | AAR   | NFH   |
| --- | ----------------------------- | - | - | - | - | --- | --- | --- | - | ------------- | ----- | ----- | ----- | ----- | ----- |
| 1   | Odense Håndbold               | 6 | 3 | 1 | 2 | 175 | 161 | +14 | 9 | Semifinaler   |       | —     | 30–25 | 30–23 | 27–27 |
| 2   | Viborg HK                     | 6 | 4 | 0 | 2 | 178 | 154 | +24 | 9 | Semifinaler   |       | 34–30 | —     | 30–15 | 28–23 |
| 3   | Aarhus United                 | 6 | 2 | 1 | 3 | 145 | 170 | −25 | 5 |               |       | 27–26 | 23–29 | —     | 28–26 |
| 4   | Nykøbing Falster Håndboldklub | 6 | 1 | 2 | 3 | 163 | 176 | −13 | 4 |               | 25–32 | 33–32 | 29–29 | —     |       |

### Semifinaler
| Dato    | Dato    | Hjemmehold i første kamp | Hjemmehold i anden kamp | Resultater | Resultater |
| 1. kamp | 2. kamp | Hjemmehold i første kamp | Hjemmehold i anden kamp | 1. kamp    | 2. kamp    |
| ------- | ------- | ------------------------ | ----------------------- | ---------- | ---------- |
| 11. maj | 15. maj | Odense Håndbold          | Team Esbjerg            | 27–26      | 28–27      |
| 12. maj | 15. maj | Ikast Håndbold           | Viborg HK               | 35–32      | 18–28      |

- Der spilledes bedst af 3 kampe. I tilfælde af pointlighed efter kamp 2, spilledes en afgørende 3. kamp.

### Bronzekamp
| Dato    | Dato    | Dato    | Hjemmehold i første og tredje kamp | Hjemmehold i anden kamp | Resultater | Resultater | Resultater |
| 1. kamp | 2. kamp | 3. kamp | Hjemmehold i første og tredje kamp | Hjemmehold i anden kamp | 1. kamp    | 2. kamp    | 3. kamp    |
| ------- | ------- | ------- | ---------------------------------- | ----------------------- | ---------- | ---------- | ---------- |
| 22. maj | 25. maj | 31. maj | Team Esbjerg                       | Ikast Håndbold          | 29–29      | 23-23      | 28-29      |

- Der spilledes bedst af 3 kampe. I tilfælde af pointlighed efter kamp 2, spilledes en afgørende 3. kamp.

### Finale
| Dato    | Dato    | Hjemmehold i første kamp | Hjemmehold i anden kamp | Resultater | Resultater |
| 1. kamp | 2. kamp | Hjemmehold i første kamp | Hjemmehold i anden kamp | 1. kamp    | 2. kamp    |
| ------- | ------- | ------------------------ | ----------------------- | ---------- | ---------- |
| 22. maj | 29. maj | Odense Håndbold          | Viborg HK               | 28–20      | 30-26      |

- Der spilledes bedst af 3 kampe. I tilfælde af pointlighed efter kamp 2, spilledes en afgørende 3. kamp.

## Nedrykningskampe
| Dato    | Dato    | Hjemmehold i første kamp | Hjemmehold i anden kamp | Resultater | Resultater |
| 1. kamp | 2. kamp | Hjemmehold i første kamp | Hjemmehold i anden kamp | 1. kamp    | 2. kamp    |
| ------- | ------- | ------------------------ | ----------------------- | ---------- | ---------- |
| 9. maj  | 12. maj | Horsens HK               | SønderjyskE             | 32–28      | 31–27      |

- Der spilledes bedst af 3 kampe. I tilfælde af pointlighed efter kamp 2, spilledes en afgørende 3. kamp.

## Statistik

### Top målscorere
Oversigten er opdateret til og med 1. juni 2021
| Nr. | Spiller                 | Klub                 | Mål |
| --- | ----------------------- | -------------------- | --- |
| 1   | Kristina Jørgensen      | Viborg HK            | 180 |
| 2   | Stine Skogrand          | Herning-Ikast        | 168 |
| 3   | Kristin Thorleifsdóttir | Randers HK           | 137 |
| 4   | Melissa Petrén          | HH Elite             | 134 |
| 5   | Mia Rej                 | Odense Håndbold      | 129 |
| 6   | Julie Jensen            | Silkeborg-Voel       | 122 |
| 7   | Ingvild Bakkerud        | Herning-Ikast        | 121 |
| 7   | Sofia Deen              | Skanderborg Håndbold | 121 |
| 9   | Line Haugsted           | Viborg HK            | 120 |
| 9   | Lois Abbingh            | Odense Håndbold      | 120 |

| Nr. | Spiller                 | Klub            | Mål |
| --- | ----------------------- | --------------- | --- |
| 1   | Kristina Jørgensen      | Viborg HK       | 269 |
| 2   | Stine Skogrand          | Herning-Ikast   | 214 |
| 3   | Lois Abbingh            | Odense Håndbold | 195 |
| 4   | Ingvild Bakkerud        | Herning-Ikast   | 179 |
| 5   | Line Haugsted           | Viborg HK       | 176 |
| 6   | Mia Rej                 | Odense Håndbold | 163 |
| 7   | Mathilde Neesgaard      | Aarhus United   | 160 |
| 8   | Melissa Petrén          | HH Elite        | 157 |
| 9   | Kristin Thorleifsdóttir | Randers HK      | 156 |
| 9   | Marit Røsberg Jacobsen  | Team Esbjerg    | 156 |

| Nr. | Spiller              | Klub | %    | Redninger | Skud |
| --- | -------------------- | ---- | ---- | --------- | ---- |
| 1   | Althea Reinhardt     | OHC  | 38,5 | 260       | 676  |
| 2   | Rikke Marie Granlund | ESB  | 37,4 | 238       | 636  |
| 3   | Jessica Ryde         | HIH  | 36,1 | 254       | 704  |
| 4   | Anna Kristensen      | VHK  | 35,4 | 432       | 1221 |
| 5   | Johanna Bundsen      | KBH  | 34,8 | 223       | 641  |
| 6   | Ditte Vind           | TTH  | 34,7 | 326       | 939  |
| 7   | Sabine Englert       | HIH  | 34,4 | 227       | 660  |
| 8   | Martina Thörn        | AAR  | 34,2 | 262       | 767  |
| 9   | Nora Persson         | AAR  | 33,8 | 141       | 417  |
| 10  | Sara Keçeci          | TTH  | 39,8 | 47        | 118  |

| Nr. | Spiller              | Klub | Assists |
| --- | -------------------- | ---- | ------- |
| 1   | Kristina Jørgensen   | VHK  | 147     |
| 2   | Larissa Nüsser       | KBH  | 134     |
| 3   | Kristina Kristiansen | NFH  | 127     |
| 4   | Sonja Frey           | ESB  | 110     |
| 5   | Helene Fauske        | HIH  | 109     |
| 6   | Julie Jensen         | SIL  | 103     |
| 7   | Eira Aune            | SIL  | 102     |
| 8   | Lois Abbingh         | OHC  | 98      |
| 9   | Nycke Groot          | OHC  | 97      |
| 10  | Moa Høgdahl          | VHK  | 38      |

### Liga All-Stars
Kilde:
| Position     | Spiller                                      |
| ------------ | -------------------------------------------- |
| Målvogter    | Anna Kristensen (Viborg HK)                  |
| Højre Fløj   | Marit Røsberg Jacobsen (Team Esbjerg)        |
| Højre back   | Stine Skogrand (Herning-Ikast Håndbold)      |
| Playmaker    | Mia Rej (Odense Håndbold)                    |
| Venstre back | Kristina Jørgensen (Viborg HK)               |
| Venstre Fløj | Lærke Nolsøe (Nykøbing Falster Håndboldklub) |
| Stregspiller | Marit Malm Frafjord (Team Esbjerg)           |

### Månedens spiller
| Måned     | Månedens spiller   | Månedens spiller       |
| Måned     | Spiller            | Klub                   |
| --------- | ------------------ | ---------------------- |
| September | Kristina Jørgensen | Viborg HK              |
| Oktober   | Lærke Nolsøe       | Nykøbing Falster HK    |
| November  | Mia Rej            | Odense Håndbold        |
| Januar    | Stine Skogrand     | Herning-Ikast Håndbold |
| Februar   | Sofia Deen         | Skanderborg Håndbold   |
| Marts     | Kristina Jørgensen | København Håndbold     |
| April     | Mie Højlund        | Odense Håndbold        |

## Eksterne links
- Stilling hos DHF Arkiveret 27. september 2020 hos  Wayback Machine